# Alex Gunia

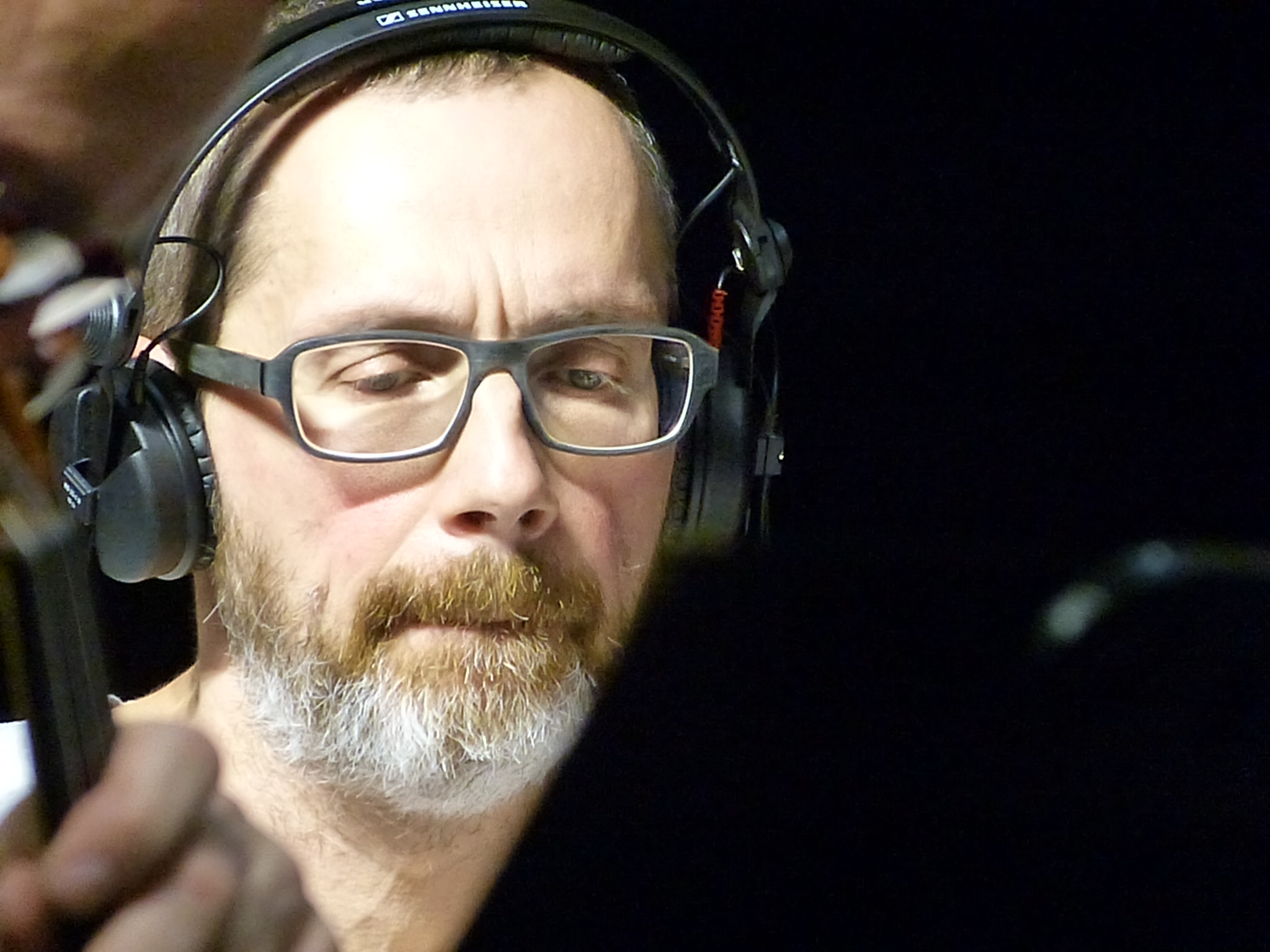
Alex Gunia (2015)

Alex Gunia (* 1964 in Köln) ist ein deutscher Fusionmusiker (Gitarre, Live-Elektronik), Musikproduzent, Maler und Autor.

## Leben und Wirken
Gunia, der in Köln und Bonn aufwuchs, kam seit den späten 1970ern in Kontakt zur rheinischen Jazzszene. Es kam zu ersten Experimenten mit Gitarre, Tonbandmaschinen und Effektgeräten. Er absolvierte ein Gastsemester an der Musikhochschule Köln und diverse Jazz-Seminare und Workshops, bevor er von 1985 bis 1989 Musik am Berklee College of Music studierte.
Ab 1990 baute er AtM-Production auf, ein Tonstudio mit angeschlossenem Verlag und Plattenlabel. Daneben arbeitete er als Gitarrist, Produzent und Komponist für namhafte Plattenfirmen, Fernsehsender, Werbeagenturen und Filmproduktionsfirmen. Von 1998 bis 2006 war er auch als Autor für das Fachmagazin ›Gitarre und Bass‹ tätig. Die Zusammenarbeit mit Jean-Paul Bourelly für das Matalex-Album Freedom 1999 führte zur Rückbesinnung auf einen freieren Sound mit hohen Improvisationsanteilen.
2001 war er Mitgründer des Labels Jazzsick Records, wo er auch eigene Produktionen veröffentlichte. Nach einer Beschäftigung mit norwegischer Improvisationsmusik zog er 2007 nach Oslo, wo er sechs Jahre als Musiker, Musikwissenschaftler und Veranstalter tätig war und unter anderem das Projekt 300 acting spaces durchführte, das Impulse in der kulturpolitischen Debatte um die inhaltliche Freiheit der Kunst im Zusammenhang mit der fortschreitenden Gentrifizierung Oslos setzte. Seit 2011 gehörte er als ass. Professor im Bereich Live Electronics zum Lehrkörper der Norwegischen Musikhochschule Oslo.
Zurück in Köln hatte er 2015 eine erste Ausstellung als bildender Künstler (Galerie im Kartäuserwall).

## Diskographische Hinweise
- Groove Cut (ITM Records 1991, mit Randy Brecker, Dave King, Curt Cress, Nippy Noya u. a.)
- Matalex Feat. Alex Gunia Freedom (JazzSick Records 2002, mit Jean Paul Bourelly)
- Remakes (JazzSick Records 2005)
- Alex Gunia/Philipp van Endert Beauty of Silence (Laika Records 2006)
- Joachim Roedelius, Matthias Mainz, Kristoffer Lislegaard, Alex Gunia RMKG part one  (2012)